# OnEscapee
A OnEscapee (kiejtése: "One Escapee", utalva a főszereplő mivoltára) egy a Sadeness Software által 1997 decemberében Amigára kiadott magyar fejlesztésű akció-kalandjáték. A játék abandonware státuszú, mivel a kiadója, a Sadeness Software megszűnt 1998 végén, miközben már készült a PC változat.

## A kiadás körülményei
A debreceni székhelyű Invictus Games videójáték-fejlesztő stúdió által készített játékot a brit Sadeness Software adta ki és terjesztette CD formátumban. A fejlesztés még 1993-ban kezdődött, bár Kozák Tamás - az Invictus későbbi CEO-ja - már 1991-ben elkészítette a játékhoz kapcsolható első skicceket. Kiadót 1996-ban találtak a játékhoz és a munka 1997 közepéig tartott.
Az Invictusnak ez volt az első játéka és a formátum-választás nem bizonyult sikeresnek, mivel az AGA-chipsetes amigák döntő többsége Amiga 1200-es modell volt, mely nem tartalmazott gyárilag CD-ROM-ot, így vagy drága külső CD-olvasó perifériát kellett vásárolni a játék használatához, vagy egy még bonyolultabb és szintén költséges megoldással PC-jellegű házba átszerelni az alaplapot és abba belső CD-ROM-ot beépíteni. Alapkövetelmény a legalább 4MB RAM és a merevlemezes háttértároló, mely szintén nem volt mindegyik Amiga 1200-ben.
A magyar fejlesztőcsapat igyekezett a lehető legnemzetközibbé tenni a játékot, ezért mind a szöveget, mind pedig a beszédet minimálisra tervezték (menük, help-ek, videóbetétek, stb.), így számos nyelvi honosítás készülhetett hozzá.
A OnEscapee kiadása után az Invictus átnyergelt a PC platformra, ahol jellemzően autóversenyes és más játékokat adtak és adnak ki napjainkig. 2004-ben szabadon letölthető formában tették közzé a játék PC-átiratát, mely lényegében teljesen azonos az Amiga változattal. Az eredetileg assemblyben megírt játékot Punk József portolta Windowsra, teljesen újrakódolva azt C-nyelven. Végül 2012-ben kiadtak átiratokat iOS-re és Androidra "The Escapee" címmel.

## Alaptörténet
| Szerző       | Értékelés |
| ------------ | --------- |
| Amiga Format | 72%       |
| CU Amiga     | 92%       |
| Obligement   | 80%       |
| Amiga Mania  | 5 pont    |

| Szerző      | Díj                   |
| ----------- | --------------------- |
| CU Amiga    | Amiga Superstar       |
| Amiga Flame | Game of the year 1997 |
| Amiga Max   | Game of the year 1997 |

Daniel White, a játék főhőse már félálomban van a TV-je előtt, amikor berobban a lakás ajtaja és elrabolják az "idegenek". Egy száguldó autóban tér magához és azonnal menekülni próbál, de a kocsi átszakítva egy híd korlátját a mélybe zuhan. Az autó, azonban nem csak autó, hanem repülni képes űrhajó, mely az űr felé veszi az irányt. A kiszabadulásért folytatott ádáz dulakodás azonban végül mégis csak katasztrófához vezet, de hősünk életben marad és egy roncstelepen találja magát a szétroncsolt űrhajóban, egyedül.

## Játékmenet, fogadtatás
A játékmenet főként a Flashback, illetve az Another World videójátékokra hasonlít, melyekhez hasonló rotoszkópolt, képkockánként megrajzolt és kitakart technikával készültek a mozgó karakterek animációi. A játék egy mozifilmszerű bevezető animációval indul, majd az egyes fő helyszíneket átvezető mozgókép-betétek színesítik a történethez illeszkedő hangulatot árasztó képernyőháttereket. A helyszínek képernyői statikus beállításúak, a következő képernyőre a helyszín két oldalán lehet átlépni.
A kritikák a jól eltalált képi és hangi atmoszférát, illetve hangulatot emelik ki pozitívumként, ugyanakkor elnagyoltnak és kevésbé átgondoltnak tartják a játékmenetet játszhatóság szempontjából. A fő karakter mozgásának van egyfajta tehetetlensége és az ebből fakadó késleltetés megnehezíti a pontos odafutásokat, illetve sorozat-ugrásokat. Ez frusztrálóan hat és elkedvetlenít néhányakat.

## Fordítás
- Ez a szócikk részben vagy egészben  az   OnEscapee című angol Wikipédia-szócikk fordításán alapul.  Az eredeti cikk szerkesztőit annak laptörténete sorolja fel. Ez a jelzés csupán a megfogalmazás eredetét és a szerzői jogokat jelzi, nem szolgál a cikkben szereplő információk forrásmegjelöléseként.